# Rolnik Spółdzielca
Rolnik Spółdzielca – polskie czasopismo wydawane od lipca 1948, adresowane do członków i pracowników wiejskich spółdzielni zaopatrzenia i zbytu. Redakcja mieści się w Warszawie.
Początkowo dwutygodnik, od 1955 wydawane jako tygodnik, od 2006 jako miesięcznik. Pierwotnie ukazywało się z podtytułem: Pismo Centrali Rolniczej Spółdzielni Samopomoc Chłopska, miało mutacje dla poszczególnych województw i ukazywało się wraz z różnymi dodatkami: „Poradnik Rachmistrza i Planisty” (od numeru 12 z 1952), „Poradnik dla Członków Samorządu Spółdzielni Zaopatrzenia i Zbytu” (od 1954), „Przyjaciel Młodego Spółdzielcy” (od 1959). Obecnie redaktorem naczelnym jest Antoni Pieńkowski.
Wraz z przemianami w spółdzielczości zmieniał się wydawca:
- Centrala Rolnicza Spółdzielni „Samopomoc Chłopska”,
- Centralny Związek Spółdzielni Rolniczych „Samopomoc Chłopska”,
- Centralny Związek Spółdzielni „Samopomoc Chłopska”,
- Krajowy Związek Rewizyjny Spółdzielni „Samopomoc Chłopska”.